# Des (muziek)
Des is een met een halve toonafstand verlaagde stamtoon D. In de gelijkzwevende stemming is het dezelfde toon als de Cis (C♯), een met een halve toon verhoogde C. De Des wordt geschreven als D♭. In de van de stamtonen afgeleide (majeur) toonladders komt de toon Des voor het eerst voor als kwart in de toonladder van as, die vier mollen heeft. De verhouding van de frequenties van de grondtoon as en de kwart Des is in de reine stemming 3:4.

## Octavering in de gelijkzwevende stemming
In de onderstaande tabel staan de frequenties in de gelijkzwevende stemming van de Des in de verschillende octaven, gebaseerd op een frequentie van 440 Hz voor de stemtoon A. In elk lager octaaf is de frequentie de helft van de frequentie in het bovenliggende octaaf.
| Musicologische notatie | Helmholtznotatie | Octaafnaam           | Frequentie (Hz) |
| ---------------------- | ---------------- | -------------------- | --------------- |
| D♭-1                   | D♭,,,            | Subsubcontra-octaaf  | 8.662           |
| D♭0                    | D♭,,             | Subcontra-octaaf     | 17.324          |
| D♭1                    | D♭,              | Contra-octaaf        | 34.648          |
| D♭2                    | D♭               | Groot octaaf         | 69.296          |
| D♭3                    | d♭               | Klein octaaf         | 138.591         |
| D♭4                    | d♭′              | Eengestreept octaaf  | 277.183         |
| D♭5                    | d♭′′             | Tweegestreept octaaf | 554.365         |
| D♭6                    | d♭′′′            | Driegestreept octaaf | 1108.731        |
| D♭7                    | d♭′′′′           | Viergestreept octaaf | 2217.461        |
| D♭8                    | d♭′′′′′          | Vijfgestreept octaaf | 4434.922        |
| D♭9                    | d♭′′′′′′         | Zesgestreept octaaf  | 8869.844        |

## In muzieknotatie

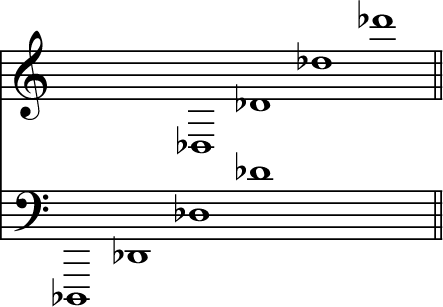
Notatie van de Des